# Robin Tunney
Robin Tunney (Chicago, 19 de juny de 1972) és una actriu estatunidenca. Ha tingut papers protagonistes, entre d'altres, a la pel·lícula The Craft i a les sèries de televisió Prison Break i The Mentalist.

## Biografia
És d'origen irlando-americà i va créixer al barri irlandès de Bridgeport, Chicago. El seu pare era venedor de cotxes i la seva mare treballava en un bar.
Després d'haver estudiat a la Chicago Academy for the Performing Arts, Robin Tunney s'instal·la a Los Angeles el 1990. Fa algunes aparicions en les sèries  But He Loves Me (1991) i  Perry Mason (1992) o Promo 96 (1993). Robin Tunney destaca el 1995 per a la seva interpretació d'una noia suïcida en la comèdia dramàtica Empire Records. Des de llavors, li proposen papers principals, com a The Craft (1996) on interpreta les bruixes gòtiques amb Fairuza Balk, Neve Campbell i Rachel True.
És premiada per la seva actuació a Niagara, Niagara  a la Mostra de Venècia 1997 amb el premi a la millor interpretació femenina.
Roda amb Arnold Schwarzenegger a End of Days (1999), després Vertical Limit (2000), i un paper principal a la comèdia dramàtica Cherish (2002). El 2005, apareix al film The Zodiac.
Robin Tunney treballa també a la televisió. Després d'un paper d'estrella convidada en el pilot del House, MD  (2004), s'estableix el 2005 a Prison Break al paper de Veronica Donovan. Decideix deixar la sèrie després de la primera temporada, pensant haver fet un gir al seu personatge. Veronica és el primer personatge principal que desapareix de la sèrie.
Fa el paper de Teresa Lisbon en la sèrie The Mentalist.

## Filmografia
- 1987: Frog (TV): Hannah
- 1991: Frogs! (TV): Hannah
- 1991: But He Loves Me (TV): el millor amic
- 1992: Perry Mason: The Case of the Reckless Romeo (TV): Sandra
- 1992: L'home de Califòrnia (Encino Man): Ella
- 1993: Cutters (sèrie TV): Deborah Hart
- 1993: J.F.K.: Reckless Youth (TV): Kathleen 'Kick' Kennedy
- 1995: Empire Records: Debra
- 1996: Riders of the Purple Sage (TV): Elizabeth 'Bess' Erne, Oldring's Masked Rider / Filla
- 1996: Joves i bruixes (The Craft): Sarah Bailey
- 1997: Niagara, Niagara: Marcy
- 1997: Julian Po: Sarah
- 1998: Montana: Kitty
- 1998: Rescuers: Stories of Courage: Two Families (TV): Melvina 'Malka' Csizmadia (part "Malka Csizmadia")
- 1998: Naked City: Justice with a Bullet (TV): Merri Coffman
- 1999: End of Days: Christine York
- 2000: Supernova: La fi de l'univers (Supernova): Danika Lund
- 2000: Bread and Roses: Robin Tunney - Party Guest
- 2000: Límit vertical (Vertical Limit): Annie Garrett
- 2001: Investigating Sex: Zoe
- 2002: Cherish: Zoe
- 2002: The Secret Lives of Dentists: Laura
- 2003: The In-Laws: Angela Harris
- 2004: Shadow of Fear: Wynn French
- 2004: Paparazzi: Abby Laramie
- 2004: House, MD (TV), temporada 1, episodi 1 - Rebecca Adler.
- 2005: Prison Break (TV): Veronica Donovan (Temporada 1 + 2x01)
- 2005: Runaway: Carly
- 2005: The Zodiac: Laura Parish
- 2006: Open Window: Izzy
- 2006: The Darwin Awards: Zoe
- 2007: Hollywoodland: Leonore Lemmon
- 2008: The Two Mr. Kissels (TV): Nancy Keeshin
- 2008: The Mentalist (TV): Teresa Lisbon (Temporada 1 - Actualitat)
- 2009: Lluny de la terra cremada: Laura

## Premis
- 1997. Copa Volpi per la millor interpretació femenina en el Festival Internacional de Cinema de Venècia